# Napeogenes reali
Napeogenes reali är en fjärilsart som beskrevs av Fox 1968. Napeogenes reali ingår i släktet Napeogenes och familjen praktfjärilar. Inga underarter finns listade i Catalogue of Life.